# La Gare Saint-Lazare (film)
 (juillet 2025).
Pour l’article homonyme, voir La Gare Saint-Lazare.
Pour plus de détails, voir Fiche technique et Distribution.
La Gare Saint-Lazare est un film français de Georges Méliès, sorti en 1896. Actuellement, le film est considéré comme perdu.